# Badlands (jeu vidéo, 1989)
Pour les articles homonymes, voir Badlands.
Badlands est un jeu vidéo de course développé et manufacturé par Atari Games en 1989 sur borne d'arcade. Il a été adapté sur Amiga, Atari ST, Amstrad CPC, Commodore 64 et ZX Spectrum par Teque London en 1990. Le jeu fait partie de la série Sprint

## Système de jeu
Le principe du jeu reste identique aux précédents épisodes de la série, Super Sprint et Championship Sprint, avec un circuit affiché en intégralité à l'écran en vue de dessus.  L'ambiance est cette fois-ci futuriste, avec des courses qui se déroulent dans des décors apocalyptiques. Le joueur peut améliorer les performances de son véhicule en récupérant des items sur la piste, (adhérence, vitesse de pointe, accélération) et lancer des missiles sur les concurrents.
À l'inverse des précédents épisodes, le jeu utilise une définition d'affichage standard au lieu d'une définition moyenne. En conséquence, les éléments de jeux sont plus gros à l'écran et les circuits plus étriqués. Désormais, seuls trois concurrents s'affrontent sur la piste (contre quatre précédemment). Le jeu est jouable à deux joueurs. La borne d'arcade, en position verticale, est équipée de deux volants directionnels et d'une pédale d'accélération.